# Saint-Agnant-sous-les-Côtes
Pour les articles homonymes, voir Saint-Agnant et Les Côtes.
Saint-Agnant-sous-les-Côtes est une commune associée du département de la Meuse, en région Grand Est.

## Histoire
Le 1er janvier 1973, la commune de Saint-Agnant-sous-les-Côtes est rattachée à celle d'Apremont-la-Forêt sous le régime de la fusion-association.

## Politique et administration
| Période                                  | Période  | Identité            | Étiquette | Qualité |
| ---------------------------------------- | -------- | ------------------- | --------- | ------- |
|                                          |          | Hubert Schwenker    |           |         |
|                                          | En cours | Jean-Claude Bernard |           |         |
| Les données manquantes sont à compléter. |          |                     |           |         |

## Démographie
| 1906 | 1911 | 1926 | 1936 | 1946 | 1954 | 1962 | 1968 |
| ---- | ---- | ---- | ---- | ---- | ---- | ---- | ---- |
| 295  | 245  | 127  | 88   | 87   | 88   | 101  | 110  |